# Ko Yung
Ko Yung (zwana także Mosquito Island) – tajska wyspa leżąca na Morzu Andamańskim. Administracyjnie położona jest w prowincji Krabi. Najwyższe wzniesienie wynosi w przybliżeniu 8 m n.p.m. Wyspa jest niezamieszkana.
Leży w odległości około 5 km na północ od wyspy Ko Phi Phi Don oraz około 2,4 km na zachód od Ko Mai Phai.